# Esquel

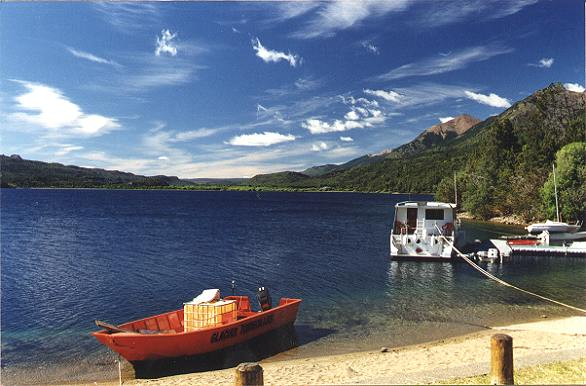
Lago La Zeta, próximo a estação de esqui La Hoya

Esquel é uma cidade do noroeste da província de Chubut, na Argentina, que se encontra localizada no departamento Futaleufú.
É a maior e mais importante cidade da cordilheira de Chubut, importante centro de serviços. Os habitantes de Esquel, denominados Esquelenses, vivem basicamente do comércio local mas principalmente do turismo, tendo como maiores atrações o Parque Nacional Los Alerces e a estação de esqui La Hoya.

## Toponímia
O nome Esquel é originário do som pronunciado pelos habitantes tsonek para denominar a característica da flora local, composta de muitos arbustos espinhentos, como o Berberis buxifolia, que origina a fruta calafate. Porém, a vegetação local é predominantemente constituída de várias fagaceaes e bosques frios e úmidos, cobertos por coníferas e caducifolio.
A cartografia do Século XIX frequentemente nomeava o local como Esket e suas variáveis, por ser a forma como pronunciavam os tehuelches, habitantes mais antigos da região.

## História
A cidade não possui ata de fundação, tendo sua data oficializada em 25 de fevereiro de 1906, quando Medardo Morelli decidiu instalar no local uma estação de comunicações telegráficas. O principal fator de seu nascimento é a chegada de colonos galeses a Chubut a partir de 1865. Inicialmente, nasceu como extensão ocidental da Colonia 16 de Octubre (Colonia de 16 de outubro), cujo ponto central estava localizado a 25 km ao sul, onde atualmente se encontra a cidade de Trevelin, que em galês significa povo do moinho, em virtude do moinho "Los Andes" que funcionou ali.
A cidade de Esquel é a principal do departamento chubutense de Futaleufú, localizada em um fértil e ameno vale, sobre as margens do riacho Esquel, rodeada pelos morros Nahuel Pan, La Zeta, La Cruz, Cerro 21 e La Hoya, esse último conhecido pela estação de esqui de mesmo nome, que conta com neve de excelente qualidade e quantidade que dura até a entrada da primavera, entre muitos lagos glaciais existentes em suas imediações, sendo o mais próximo e famoso o lago La Zeta. A algumas dezenas de quilômetros a oeste se encontra a entrada principal do Parque Nacional Los Alerces.
Segundo o último censo do governo argentino, a cidade conta com um total de 28.486 habitantes, sendo uma das cidades com maior taxa de crescimento vegetativo do país.
O povo local luta contra a construção de uma mina para explorar ouro a céu aberto, cujo processo demandaria de uma grande quantidade de cianureto e milhões de litros de água por dia para separar o metal das rochas, provocando a contaminação das águas de forma permanente e irremediável.

## Clima
| Gráfico climático para Esquel                              | Gráfico climático para Esquel | Gráfico climático para Esquel | Gráfico climático para Esquel | Gráfico climático para Esquel | Gráfico climático para Esquel | Gráfico climático para Esquel | Gráfico climático para Esquel | Gráfico climático para Esquel | Gráfico climático para Esquel | Gráfico climático para Esquel | Gráfico climático para Esquel |
| ---------------------------------------------------------- | ----------------------------- | ----------------------------- | ----------------------------- | ----------------------------- | ----------------------------- | ----------------------------- | ----------------------------- | ----------------------------- | ----------------------------- | ----------------------------- | ----------------------------- |
| J                                                          | F                             | M                             | A                             | M                             | J                             | J                             | A                             | S                             | O                             | N                             | D                             |
| 17 21 9                                                    | 17 22 8                       | 19 6                          | 36 14 3                       | 44 10 1                       | 61 6 -1                       | 47 6 -2                       | 37 8 -1                       | 31 11 0                       | 25 14 3                       | 16 17 5                       | 18 20 7                       |
| Temperaturas em °C • Precipitações em mmFonte: MSN Weather |                               |                               |                               |                               |                               |                               |                               |                               |                               |                               |                               |

A cidade tem um clima frio com precipitações escassas, da ordem de 400 mm anuais. O verão é seco e com temperaturas amenas, sendo os dias mais quentes podendo atingir até máximas de 32°C. O inverno é a temporada mais chuvosa, sobretudo no mês de junho e com temperaturas muito baixas, com média das temperaturas mínimas de aproximadamente -3°C, sendo normal a ocorrência de nevascas. Quanto aos extremos, no verão a temperatura pode chegar até 32°C e no inverno a -20°C. As estações climáticas da primavera e outono costumam ser frias, mas muito variáveis.

## Atrações Turísticas
Sendo uma cidade com grande parte da economia ligada diretamente ao turismo, Esquel possui atrações turísticas variadas. Além do Parque Nacional Los Alerces e da estação de esqui La Hoya, outra grande atração da cidade é um trem "Maria-fumaça" conhecida como La Trochita e mundialmente famoso por ser um dos únicos ainda em funcionamento. O trem ainda é conservado com praticamente todas as peças originais para que os turistas tenham a exata sensação de como eram esses trens antigamente. A rota sai do pequeno povoado de Nahuel Pan, próximo ao vulcão de mesmo nome e seguia até Buenos Aires, formando parte da rota conhecida como Ferrocarril General Roca.

## Esportes
- futebol e basquete são praticados no Clube Social, Cultural e Deportivo Belgrano de Esquel
- esqui é outro esporte comum na cidade, realizado no Club Andino Esquel, Club Slalom
- várias atividades de atletismo também são disputadas na cidade, com destaque para a competição de tetratlon, realizada anualmente.